# Тернер (Мічиган)
Тернер (англ. Turner) — селище (англ. village) в США, в окрузі Аренак штату Мічиган. Населення — 121 особа (2020).

## Географія
Тернер розташований за координатами 44°8′30″ пн. ш. 83°47′17″ зх. д. / 44.14167° пн. ш. 83.78806° зх. д. (44.141532, -83.788111).  За даними Бюро перепису населення США в 2010 році селище мало площу 2,65 км², з яких 2,65 км² — суходіл та 0,00 км² — водойми.

## Демографія
Згідно з переписом 2010 року, у селищі мешкало 114 осіб у 43 домогосподарствах у складі 32 родин. Густота населення становила 43 особи/км².  Було 55 помешкань (21/км²).
Расовий склад населення:
| - 95,6 % — білих - 1,8 % — чорних або афроамериканців |

До двох чи більше рас належало 2,6 %. Частка іспаномовних становила 0,0 % від усіх жителів.
За віковим діапазоном населення розподілялося таким чином: 25,4 % — особи молодші 18 років, 59,7 % — особи у віці 18—64 років, 14,9 % — особи у віці 65 років та старші. Медіана віку мешканця становила 42,0 року. На 100 осіб жіночої статі у селищі припадало 83,9 чоловіків;  на 100 жінок у віці від 18 років та старших — 80,9 чоловіків також старших 18 років.
Середній дохід на одне домашнє господарство  становив 21 510 доларів США (медіана — 17 083), а середній дохід на одну сім'ю — 21 839 доларів (медіана — 15 625). За межею бідності перебувало 47,6 % осіб, у тому числі 78,6 % дітей у віці до 18 років та 11,8 % осіб у віці 65 років та старших.
Цивільне працевлаштоване населення становило 22 особи. Основні галузі зайнятості: мистецтво, розваги та відпочинок — 31,8 %, освіта, охорона здоров'я та соціальна допомога — 22,7 %, роздрібна торгівля — 18,2 %.